# Battaglia di Le Mans (1871)
La battaglia di Le Mans del 1871 fu combattuta tra l'11 e 12 gennaio tra la seconda armata prussiana di Federico Carlo di Prussia e l'armata della Loira di Alfred Chanzy, asserragliato a Le Mans assieme a tre corpi d'armata e ad una ventina di battaglioni di gardes mobiles. Essa si inserisce nel contesto della parte conclusiva della guerra franco-prussiana del 1870-1871.
Dopo la sconfitta nella battaglia di Orleans combattuta tra il 2 e il 4 dicembre 1870, il generale Chanzy aveva raggruppato le proprie forze a Le Mans. Il primo giorno dell'anno del 1871 il generale Helmuth Karl Bernhard von Moltke ordinò al Principe Federico di dirigersi verso est con la sua armata verso l'arco tra Vendôme e Chartres per far piazza pulita delle forze francesi.

## Svolgimento
Mentre il XIII corpo del Meclemburgo si portava sulla destra dello schieramento, Federico Carlo con il IX, il X e il III corpo si muoveva sulla sinistra ed al centro in direzione di Le Mans per schiacciare le isolate divisioni francesi prima di giungere nella città vera e propria. Qui Chanzy aveva allestito postazioni difensive temibili: fortificando l'altopiano boscoso che si contrapponeva all'avanzata tedesca e utilizzando le acque della Sarthe per coprirsi su più lati.
I tedeschi attaccarono il 10 gennaio non ottenendo inizialmente risultati decisivi a causa della neve e delle vie molto strette che rallentarono le artiglierie. La battaglia riprese l'11 con l'attacco del III corpo che colpì ripetutamente l'altopiano fortificato di Chanzy a costo di pesanti perdite. Nel cuore della notte, però, il generale Konstantin von Voigts-Rhetz con il suo X corpo, appostatosi sotto l'altopiano, attaccò i francesi sorprendendo un reggimento di mobiles e scatenando il panico nelle file francesi. Chanzy perdette molti uomini, tra morti e feriti (25 000) e disertori (50 000), proprio nel corso della notte. Il generale, alla fine, condusse le forze rimanenti attraverso la Sarthe verso Laval. Con la conquista della città da parte dei prussiani i combattimenti a sud di Parigi si potevano dire effettivamente conclusi.